# József Szabó (calciatore 1940)
József Szabó (in ucraino Йожеф Йожефович Сабо?, Jožef Jožefovyč Sabo; Ungvár, 29 febbraio 1940) è un ex calciatore e allenatore di calcio sovietico, ucraino dal 1991, di origini ungheresi.

## Carriera
Da calciatore ha giocato per undici anni nella Dinamo Kiev, vincendo quattro campionati sovietici, e vestito per 40 volte la divisa della Nazionale sovietica, con cui ha ottenuto la medaglia di bronzo nel 1972 ai Giochi olimpici di Monaco di Baviera.
Ritiratosi dall'attività proprio nel 1972, ha intrapreso la carriera di allenatore portando la Dinamo Kiev alla vittoria di quattro campionati ucraini. Nel 1994 e nel triennio 1996-1999 è stato poi commissario tecnico della nazionale ucraina.
È stato vicepresidente della Dinamo Kiev.

## Palmarès

### Giocatore

#### Club
- Campionato sovietico: 4

Dinamo Kiev: 1961, 1966, 1967, 1968
- Coppa dell'URSS: 2

Dinamo Kiev: 1964, 1966

#### Nazionale
- Bronzo olimpico: 1

Monaco di Baviera 1972

### Allenatore
- Campionato ucraino: 3

Dinamo Kiev: 1994, 1995, 1996
- Coppa d'Ucraina: 2

Dinamo Kiev: 1996, 2005